# Nazionale maschile di calcio della Thailandia
La nazionale di calcio della Thailandia (th. ฟุตบอลทีมชาติไทย) è la rappresentativa calcistica nazionale della Thailandia, posta sotto l'egida della Football Association of Thailand ed affiliata all'AFC.
La squadra non ha mai ottenuto successi internazionali se si escludono quelli in competizioni regionali quali i Giochi del Sud-est asiatico, vinti per 5 volte, e l'ASEAN Cup, vinta per 7 volte. Non ha mai partecipato a un campionato mondiale, mentre il suo migliore risultato in Coppa d'Asia è il terzo posto ottenuto nell'edizione del 1972, ospitata dalla stessa Thailandia. Ha partecipato per due volte ai Giochi olimpici estivi e per tre volte ai Giochi asiatici.
Nella classifica mondiale della FIFA il miglior piazzamento della Thailandia è il 43º posto del settembre 1998, mentre il peggiore è il 165º posto dell'ottobre 2014. Occupa attualmente il 100º posto.

## Storia

### 1915-1995

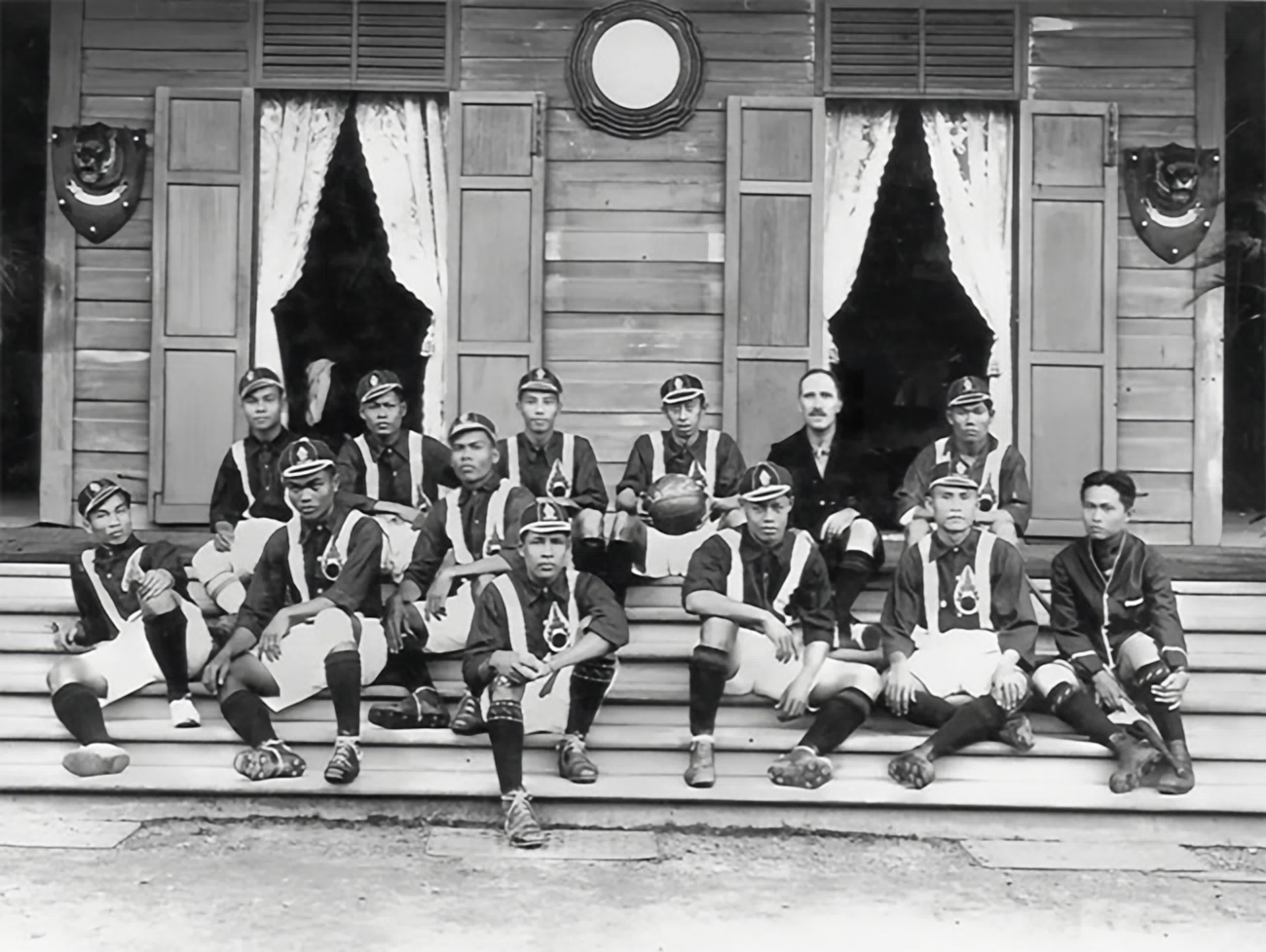
Membri della prima nazionale thailandese di calcio.

La nazionale fu costituita nel 1915 come rappresentativa del Siam e giocò il primo incontro non ufficiale al Royal Bangkok Sport Club Stadium il 20 dicembre di quell'anno, contro una rappresentativa di calciatori europei. Il 25 aprile 1916 il re Vajiravudh fondò la Football Association of Siam. Nel 1930 la squadra disputò la sua prima partita contro un'altra nazionale, l'Indocina, che comprendeva giocatori originari del Vietnam del Sud e della Francia. Nel 1949 il Siam, e quindi anche la sua federcalcio, cambiarono nome quando il paese assunse la denominazione di Thailandia.

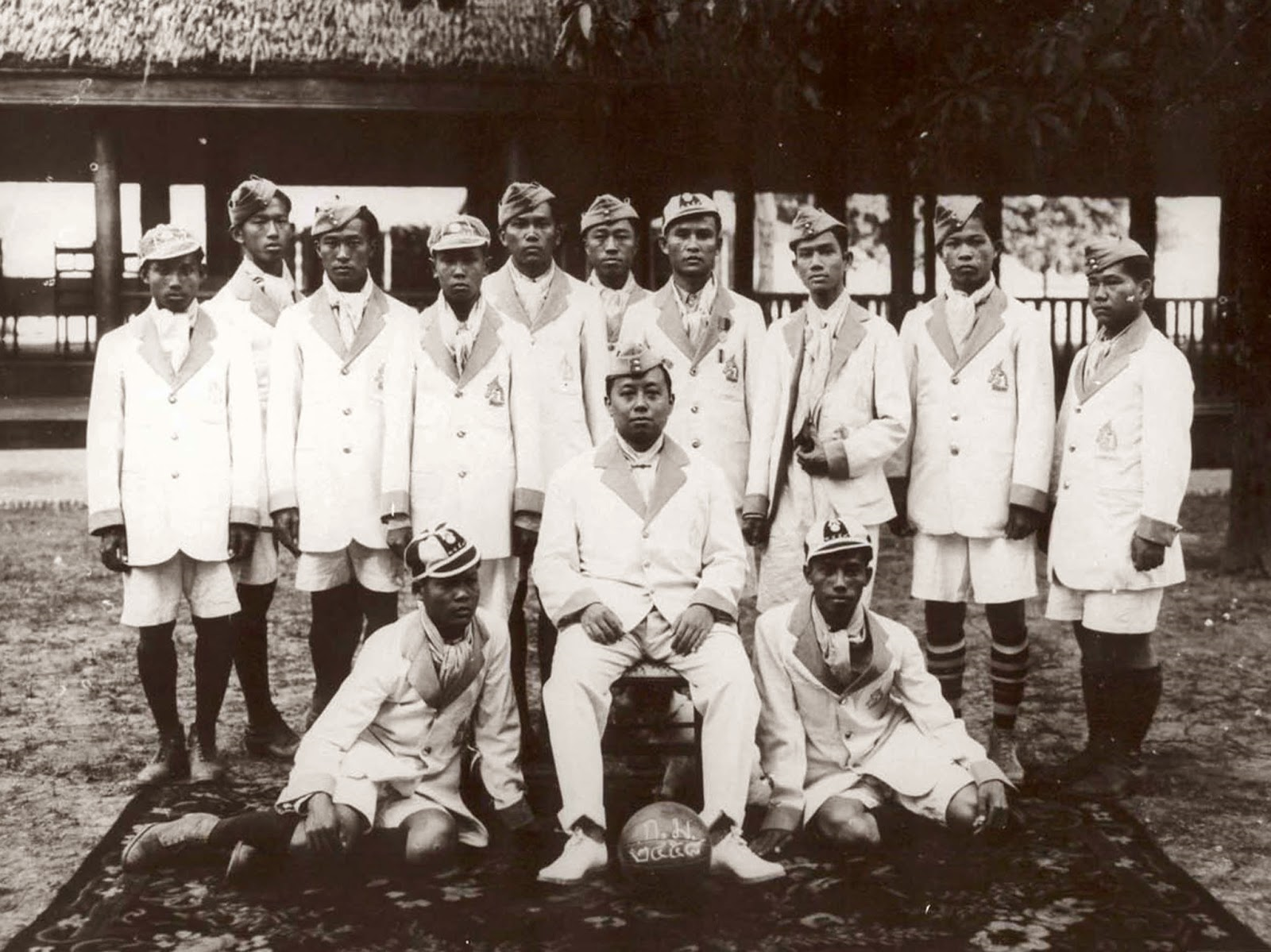
Il re Vajiravudh, fondatore della federcalcio thailandese.

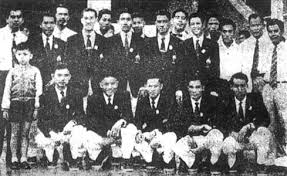
La nazionale thailandese alle Olimpiadi del 1956 a Melbourne, prima della disfatta contro il.

Alle Olimpiadi del 1956 a Melbourne la squadra fece il proprio esordio olimpico, perdendo per 0-9 contro il Regno Unito (più larga sconfitta nella storia della nazionale) e mancando la qualificazione ai quarti di finale. Nel 1965 la Thailandia ottenne per la prima volta il primo posto ai Giochi del Sud-est asiatico.
Giocò anche le Olimpiadi del 1968 a Città del Messico, dove perse contro la Bulgaria per 0-7, contro il Guatemala per 1-4 e contro la Cecoslovacchia per 0-8, uscendo al primo turno. Resta questa l'ultima apparizione della Thailandia in un torneo olimpico di calcio.
Il 21 giugno 1992 la squadra vinse per 2-1 a Bangkok contro la Corea del Sud, all'epoca la più valida nazionale di calcio asiatica in una gara di qualificazione alla Coppa d'Asia 1992. Sconfiggendo due giorni dopo il Bangladesh per 1-0 (ancora a Bangkok) vinse quindi il girone e si qualificò per la Coppa d'Asia, che si tenne tra ottobre e novembre di quell'anno in Giappone. La selezione thailandese ottenne due pareggi contro il Qatar (1-1) e contro la Cina (0-0), poi classificatasi terza nel torneo, prima di essere eliminata a causa della sconfitta per 0-4 contro l'Arabia Saudita.
Nel 1994 il commissario tecnico Thawatchai Sartjakul assemblò una delle migliori nazionali thailandesi di sempre, guidata da Kiatisuk Senamuang, Tawan Sripan e Dusit Chalermsan.

### 1996-2013
Dal 1996 al 2002 la nazionale thailandese vinse per ben tre volte su quattro l'AFF Cup, allora denominata Tiger Cup, battendo la Malaysia per 1-0 nella finale del 1996 e l'Indonesia per 4-1 nella finale del 1998 e ai tiri di rigore (2-2 dopo i tempi supplementari) nella finale del 2002.
Nella edizione del 1998 vinse per la prima volta il AFF Cup, a sconfiggendo per 1-0 la Malaysia. Ottenne due qualificazioni consecutive alla finale del torneo, ma perse contro Singapore nel 2007 e Vietnam nel 2008, per poi perdere anche la finale del 2012, ancora contro il Vietnam.
Ai Giochi asiatici partecipò tre volte, raggiungendo la semifinale nel 1990, nel 1998 (edizione giocata in casa) e nel 2002.
La Thailandia si qualificò alla fase finale della Coppa d'Asia 2000, che si tenne in Libano. Nel girone con i padroni di casa del Libano, l'Iran e l'Iraq, fu sconfitta all'esordio (0-2) dagli iracheni, poi pareggiò (1-1) contro l'Iran e anche contro il Libano (1-1), concludendo il girone al terzo posto (migliore differenza reti rispetto ai libanesi). Qualificatasi anche alla fase finale della Coppa d'Asia 2004, fu inserita in un difficile girone comprendente anche Giappone, Iran e Oman. Sconfitti per 0-3 dagli iraniani, i thailandesi persero malamente anche contro il Giappone (1-4) e furono eliminati prima dell'ultima partita, persa contro l'Oman. Chiusero il torneo con un solo gol segnato.
Nella Coppa d'Asia 2007, co-ospitata dalla Thailandia insieme a Indonesia, Malaysia e Vietnam, era considerata la nazionale più forte tra quelle dei paesi ospitanti. Inserita in un girone con Australia, Oman e Iraq, ottenne un pari (1-1) contro l'Iraq, una vittoria (2-0) contro l'Oman (prima vittoria ottenuta nei 90 minuti dalla Thailandia nella storia della fase finale del torneo) e subì una sconfitta (0-4) contro l'Australia. L'eliminazione al primo turno segnò di fatto la fine della carriera in nazionale di Kiatisuk Senamuang, Pipat Thonkanya e Tawan Sripan, esponenti della cosiddetta "generazione d'oro" del calcio thailandese. Pipat e Tawan in realtà furono convocati in nazionale anche successivamente, ma con sempre minore frequenza fino al ritiro.
Il 23 settembre 2009 assunse la guida della nazionale l'inglese Bryan Robson, che subentrò al connazionale Peter Reid, che non riuscì a qualificare la nazionale alla Coppa d'Asia 2011 e non andò oltre la fase a gironi dell'AFF Cup 2010. Si dimise l'8 giugno 2011 e fu sostituito dal tedesco Winfried Schäfer.
Nelle qualificazioni al campionato del mondo 2014 batté l'Australia in trasferta e l'Oman e pareggiò contro l'Arabia Saudita, pur impiegando una formazione ricca di giovani. Nell'AFF Cup 2012 vinse il proprio girone battendo Filippine, Vietnam e Birmania, poi eliminò nella doppia semifinale la Malaysia, ma nella doppia finale fu battuta da Singapore.
Nelle qualificazioni alla Coppa d'Asia 2015 subì ben sei sconfitte in sei partite, concedendo 21 gol.
Nel giugno 2013 Schäfer si dimise. Al suo posto fu ingaggiato ad interim Kiatisuk Senamuang.

### Dal 2014

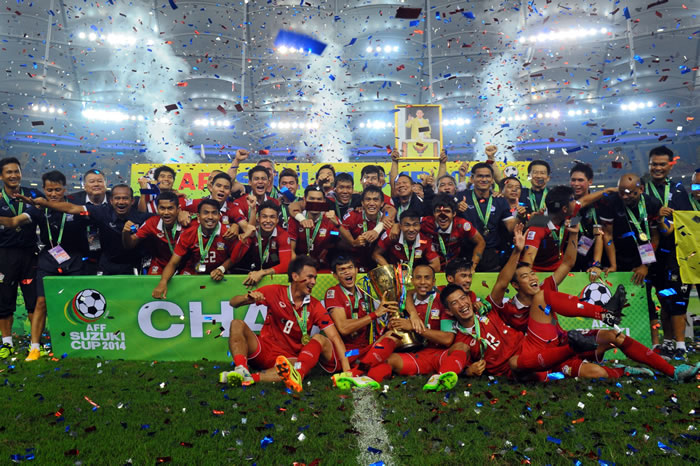
La nazionale thailandese celebra la vittoria dell'AFF Cup 2014, ottenuta in Malaysia.

La Thailandia tornò al successo nell'AFF Cup nell'edizione del 2014, mettendo fine a un digiuno di vittorie nel torneo che durava da dodici anni. Nella doppia finale superò la Malaysia, sconfiggendola per 2-0 allo stadio Rajamangala di Bangkok prima di subire una sconfitta per 3-2 al Bukit Jalil National Stadium di Kuala Lumpur. L'allenatore thailandese Kiatisuk Senamuang divenne il primo a vincere il torneo sia da giocatore che da allenatore.
La squadra trionfò anche nell'edizione del 2016 dell'AFF Cup, battendo per 2-0 in casa l'Indonesia dopo aver subito una sconfitta per 2-1 in trasferta. Decisiva fu la doppietta segnata nella gara di ritorno da Siroch Chatthong.
Il 26 aprile 2017 Milovan Rajevac fu nominato commissario tecnico della Thailandia dopo le dimissioni di Kiatisuk Senamuang, firmando un contratto annuale con opzione per un altro anno. Il 5 febbraio 2018 egli estese il proprio contratto fino al 2020. Il serbo condusse la squadra alle semifinali dell'AFF Cup 2018 e alla qualificazione alla Coppa d'Asia 2019.
Il 7 gennaio 2019, dopo la clamorosa sconfitta per 1-4 all'esordio nella fase finale della Coppa d'Asia contro l'India, Rajevac fu esonerato. Lo sostituì ad interim Sirisak Yodyardthai, che debuttò con una vittoria nella successiva partita del 10 gennaio 2019 contro il Bahrein (1-0). Un pareggio nella partita del 14 gennaio contro i padroni di casa degli Emirati Arabi Uniti (1-1) consentì ai thailandesi di superare il turno nella competizione per la prima volta dopo 47 anni, prima dell'eliminazione agli ottavi di finale contro la Cina, vittoriosa per 2-1 il 20 gennaio.
Passata sotto la guida dell'allenatore giapponese Akira Nishino, la nazionale thailandese ottenne 7 punti nelle prime 5 partite del girone di seconda fase delle eliminatorie asiatiche del campionato del mondo 2022 e dovette rinunciare alle velleità di qualificazione dopo appena 5 incontri. Dopo un anno di interruzione dell'attività calcistica a causa della pandemia di COVID-19, le partite ripresero a Dubai, dove, priva dell'infortunato Chanathip Songkrasin, stella della squadra, e di Teerasil Dangda e Theerathon Bunmathan, la nazionale thailandese raccolse un pari e due sconfitte e concluse il girone al quarto e penultimo posto. Esonerato Nishino, la federazione lo sostituì con Anurak Srikerd.
Nel settembre 2021 la nazionale passò al ct Alexandré Pölking, che nell'AFF Cup 2020, disputatasi a Singapore non prima nel dicembre 2021 a causa della pandemia di COVID-19, guidò la squadra dapprima alla vittoria del girone A e poi alla vittoria della competizione, ottenuta eliminando il Vietnam nella doppia semifinale e l'Indonesia nella doppia finale. Per i thailandesi fu il terzo successo nelle ultime quattro edizioni della manifestazione.
Partecipò nel 2022 all'AFF Cup, dove si classificò prima proprio girone, a pari punti con l'Indonesia, ma con migliore differenza reti, dopo aver battuto Cambogia (3-1), Brunei (5-0) e Filippine (4-0) e pareggiato 1-1 contro l'Indonesia. Perse per 1-0 la partita d'andata della semifinale contro la Malaysia, ma si riscattò vincendo poi per 3-0 nella partita di ritorno; in finale affrontò il Vietnam, con cui pareggiò per 2-2 nel match d'andata, per poi vincere per 1-0 in quello di ritorno, aggiudicandosi così il trofeo.
Qualificatasi alla Coppa d'Asia 2023 come seconda del proprio girone (battendo per 2-0 lo Sri Lanka e per 3-0 le Maldive), la Thailandia si piazzò seconda nel proprio girone della fase finale avendo vinto per 2-0 contro il Kirghizistan e ottenuto due pareggi per 0-0 contro Arabia Saudita e Oman, ma agli ottavi fu battuta dall'Uzbekistan per 2-1 ed eliminata.

## Partecipazioni al campionato del mondo
- Dal 1930 al 1970 - Non partecipante
- Dal 1974 al 2026 - Non qualificata

## Partecipazioni alla Coppa d'Asia
- Dal 1956 al 1964 - Non partecipante
- 1968 - Non qualificata
- 1972 - Terzo posto
- 1976 - Ritirata dopo essersi qualificata
- Dal 1980 al 1988 - Non qualificata
- Dal 1992 al 2007 - Primo turno
- Dal 2011 al 2015 - Non qualificata
- 2019 - Ottavi di finale
- 2023 - Ottavi di finale

## Partecipazioni all'ASEAN Cup
- 1996 - Campione
- 1998 - 4º posto
- 2000 - Campione
- 2002 - Campione
- 2004 - Eliminata al 1º turno
- 2007 - 2º posto
- 2008 - 2º posto
- 2010 - Eliminata al 1º turno
- 2012 - 2º posto
- 2014 - Campione
- 2016 - Campione
- 2018 - 3º posto
- 2020 - Campione
- 2022 - Campione
- 2024 - Qualificata

## Partecipazioni ai Giochi del Sud-est asiatico
- 1959 - 2º posto
- 1961 - 3º posto
- 1965 - Campioni
- 1967 - 3º posto
- 1969 - 2º posto
- 1971 - 3º posto
- 1973 -
- 1975 - Campioni
- 1977 - 2º posto
- 1979 - 3º posto
- Dal 1981 al 1987 - Campioni
- 1987 - 3º posto
- 1989 -
- Dal 1991 al 2005 - Campioni

## Rosa attuale
Lista dei convocati per la Coppa d'Asia 2023.
| N. | Pos. | Giocatore                     | Data nascita (età) | Pres. | Reti | Squadra                    |
| -- | ---- | ----------------------------- | ------------------ | ----- | ---- | -------------------------- |
| 1  | P    | Siwarak Tedsungnoen           | 20 aprile 1984     | 33    | 0    | Buriram United             |
| 20 | P    | Saranon Anuin                 | 24 marzo 1994      | 1     | 0    | Chiangrai United           |
| 23 | P    | Patiwat Khammai               | 24 dicembre 1994   | 9     | 0    | Bangkok United             |
| 2  | D    | Santiphap Channgom            | 23 settembre 1996  | 3     | 0    | BG Pathum United           |
| 3  | D    | Theerathon Bunmathan          | 6 febbraio 1990    | 101   | 7    | Buriram United (capitano)  |
| 4  | D    | Elias Dolah                   | 24 aprile 1993     | 16    | 1    | Bali United                |
| 12 | D    | Nicholas Mickelson            | 24 luglio 1999     | 10    | 1    | OB                         |
| 16 | D    | Jakkapan Praisuwan            | 16 agosto 1994     | 12    | 1    | BG Pathum United           |
| 17 | D    | Pansa Hemviboon               | 8 luglio 1990      | 44    | 6    | Buriram United             |
| 21 | D    | Suphanan Bureerat             | 10 ottobre 1993    | 18    | 1    | Port                       |
| 26 | D    | Suphan Thongsong              | 26 agosto 1994     | 13    | 0    | Bangkok United             |
| 5  | C    | Kritsada Kaman                | 18 marzo 1999      | 32    | 0    | BG Pathum United           |
| 6  | C    | Sarach Yooyen                 | 30 maggio 1992     | 79    | 6    | BG Pathum United           |
| 7  | C    | Supachok Sarachat             | 22 maggio 1998     | 32    | 8    | Hokkaido Consadole Sapporo |
| 8  | C    | Picha Autra                   | 7 gennaio 1996     | 9     | 0    | Muangthong United          |
| 11 | C    | Bordin Phala                  | 20 dicembre 1994   | 41    | 6    | Port                       |
| 13 | C    | Jaroensak Wonggorn            | 18 maggio 1997     | 11    | 0    | Jubilo Iwata               |
| 14 | C    | Rungrath Poomchantuek         | 17 maggio 1992     | 7     | 0    | Bangkok United             |
| 18 | C    | Weerathep Pomphan             | 19 settembre 1996  | 29    | 0    | Bangkok United             |
| 19 | C    | Pathompol Charoenrattanapirom | 21 aprile 1994     | 24    | 1    | Port                       |
| 22 | C    | Channarong Promsrikaew        | 17 aprile 2001     | 14    | 1    | Chonburi                   |
| 24 | C    | Worachit Kanitsribampen       | 24 agosto 1997     | 17    | 2    | Port                       |
| 25 | C    | Peeradon Chamratsamee         | 15 settembre 1992  | 21    | 2    | Buriram United             |
| 9  | A    | Supachai Chaided              | 1º dicembre 1998   | 35    | 7    | Buriram United             |
| 10 | A    | Suphanat Mueanta              | 2 agosto 2002      | 17    | 6    | OH Leuven                  |
| 15 | A    | Teerasak Poeiphimai           | 21 settembre 2002  | 9     | 0    | Port                       |

## Tutte le rose

### Coppa d'Asia
Coppa d'Asia 1972P Masarawatt, P Saravuth, D Chirawat, D Narong, C Chatchai, ? Chumpol, ? Ich, ? Niwatana, ? Prapon, ? Preecha, ? Pririt, ? Pullop, ? Supakij, CT: Glomb
Coppa d'Asia 19921 Poomeat, 2 Sumet, 3 Cherdchai, 4 Surasak, 5 Pairote, 6 Kosol, 7 Natee, 8 Anun, 9 Kajohn, 10 Thanis, 11 Songserm, 12 Surachai, 13 Nantapreecha, 14 Vithoon, 15 Attaphol, 16 Narong, 17 Adul, 18 Chaiyong, 19 Praphan, 20 Kumpanat, CT: Stubbe
Coppa d'Asia 19961 Wacharapong, 2 Kritsada, 4 Pattanapong, 5 Jakarat, 6 Sanor, 7 Natee, 8 Apichad, 9 Natipong, 11 Yutthana, 12 Surachai Ja., 13 Kiatisuk, 14 Worrawoot, 15 Sunei, 17 Dusit, 18 Nipon, 19 Surachai Ji., 20 Phithaya, 21 Satit, 22 Sing, 25 Sujja, CT: Arjhan
Coppa d'Asia 20001 Wirat, 2 Tanongsak, 3 Niweat, 5 Choketawee, 6 Anurak, 7 Chukiat, 8 Therdsak, 10 Totchtwan, 11 Thawatchai, 12 Surachai Ja, 14 Worrawoot, 15 Witthaya, 16 Surachai Ji., 17 Dusit, 18 Pansa, 19 Pipat, 20 Seksan, 22 Kittisak, 23 Sutee, 24 Thanunchai, 25 Panupong, CT: Withe
Coppa d'Asia 20043 Niweat, 4 Peeratat, 6 Choketawee, 7 Narongchai, 8 Therdsak, 12 Nirut, 14 Sarayuth, 15 Paitoon, 16 Sakda, 18 Sinthaweechai, 19 Datsakorn, 21 Issawa, 22 Pattara, 23 Sutee, 24 Jetsada, 25 Tada, 26 Worachai, 27 Pichitphong, 28 Nattaporn, 29 Rangsan, 30 Supachai, CT: Chatchai
Coppa d'Asia 20071 Weera, 2 Suree, 3 Patiparn, 4 Jetsada, 5 Niweat, 6 Nattaporn, 7 Datsakorn, 8 Suchao, 9 Therdsak, 10 Totchtawan, 12 Nirut, 13 Kiatisuk, 14 Teeratep, 16 Kiatprawut, 17 Sutee, 18 Sinthaweechai, 19 Pichitphong, 20 Hatthaporn, 21 Teerasil, 22 Narit, 23 Pipat, 24 Apichet, 28 Natthaphong, CT: Charnwit
Coppa d'Asia 20191 Chatchai, 2 Sasalak, 3 Theerathon, 4 Chalermpong, 5 Adisorn, 6 Pansa, 7 Sumanya, 8 Thitipan, 9 Adisak, 10 Teerasil, 11 Korrakot, 12 Chananan, 13 Saranon, 14 Sanrawat, 15 Suphan, 16 Mika, 17 Tanaboon, 18 Chanathip, 19 Tristan, 20 Siroch, 21 Pokklaw, 22 Supachai, 23 Siwarak, CT: Rajevac/Sirisak
Coppa d'Asia 20231 Siwarak, 2 Santiphap, 3 Theerathon, 4 Dolah, 5 Kritsada, 6 Sarach, 7 Supachok, 8 Picha, 9 Supachai, 10 Suphanat, 11 Bordin, 12 Mickelson, 13 Jaroensak, 14 Rungrath, 15 Teerasak, 16 Jakkapan, 17 Pansa, 18 Weerathep, 19 Pathompol, 20 Saranon, 21 Suphanan, 22 Channarong, 23 Patiwat, 24 Worachit, 25 Peeradon, 26 Suphan, CT: Ishii

### Giochi olimpici
NOTA: per le informazioni sulle rose successive al 1948 visionare la pagina della Nazionale olimpica.

## Record individuali
Dati aggiornati al 1º gennaio 2022. In grassetto i calciatori ancora attivi in nazionale.

### Presenze
| Presenze | Presenze                   | Presenze | Presenze | Presenze   |
| Pos.     | Giocatore                  | Presenze | Reti     | Periodo    |
| -------- | -------------------------- | -------- | -------- | ---------- |
| 1        | Kiatisuk Senamuang         | 134      | 71       | 1993-2007  |
| 2        | Teerasil Dangda            | 126      | 64       | 2007-      |
| 3        | Totchtawan Sripan          | 110      | 19       | 1993-2009  |
| 4        | Piyapong Pue-on            | 100      | 70       | 1981-1997  |
| 4        | Datsakorn Thonglao         | 100      | 11       | 2003-2017  |
| 6        | Dusit Chalermsan           | 96       | 14       | 1994-2004  |
| 7        | Niweat Siriwong            | 90       | 3        | 1995-2012  |
| 8        | Natee Thongsookkaew        | 87       | 1        | 1986-2000  |
| 9        | Surachai Jaturapattarapong | 86       | 7        | 1991-2002  |
| 10       | Attaphol Buspakom          | 85       | 13       | 1985- 1998 |
| 10       | Niwat Srisawat             | 85       | 28       | 1967-1979  |

### Reti
| Reti | Reti                   | Reti | Reti     | Reti       | Reti      |
| Pos. | Giocatore              | Reti | Presenze | Media reti | Periodo   |
| ---- | ---------------------- | ---- | -------- | ---------- | --------- |
| 1    | Kiatisuk Senamuang     | 71   | 134      | 0.53       | 1993-2007 |
| 2    | Piyapong Pue-on        | 70   | 100      | 0.7        | 1981-1997 |
| 3    | Teerasil Dangda        | 64   | 126      | 0.45       | 2007-     |
| 4    | Sarayuth Chaikamdee    | 31   | 49       | 0.63       | 2003-2011 |
| 5    | Vithoon Kijmongkolsak  | 29   | 84       | 0.35       | 1985-1995 |
| 6    | Worrawoot Srimaka      | 28   | 63       | 0.44       | 1995-2003 |
| 6    | Daoyod Dara            | 28   | 70       | 0.4        | 1975-1986 |
| 6    | Niwat Srisawat         | 28   | 85       | 0.33       | 1967-1979 |
| 9    | Jedsada Na Phatthalung | 27   | 79       | 0.34       | 1971-1981 |
| 10   | Suttha Sudsa-ard       | 25   | 51       | 0.49       | 1978-1988 |
| 10   | Netipong Srithong-In   | 25   | 55       | 0.45       | 1995-1997 |
| 10   | Chalor Hongkajorn      | 25   | 67       | 0.37       | 1979-1987 |